# Henry Coley
Henry Coley   (Oxford, 1633 - Londres, 1704) va ser un astròleg anglès.

## Vida i obra
Coley va néixer el 18 d'octubre de 1633 a Oxford, segons es mostra en una inscripció al voltant d'un retrat d'ell que es veu en algunes de les seves obres publicades. El seu pare era fuster. El 1648 esdevingué administratiu de l'exèrcit parlamentarista i el 1654 es va traslladar a Londres i va treballar com modista a Gray's Inn Lane.}}
El 1656 es va casar i va tenir un fill; el 1660, després de la mort de la seva dona, es va tornar a casar; el seu fill nascut el 1661 va morir poc després de néixer. Va ensenyar, de forma particular, matemàtiques, astrologia, llatí i francès. Des de 1663 va viure al Baldwins Gardens, on va ensenyar astrologia i matemàtiques.
Coley va morir a Londres el 30 d'abril de 1704.
El 1669 Coley va publicar Clavis Astrologiæ que va tenir un gran èxit. L'any 1676 es va publicar una segona edició ampliada que estava dedicada a Elias Ashmole i incloïa un homenatge a William Lilly. El 1672, després de l'èxit del Clavis, va publicar el primer número del seu almanac que va aparèixer anualment fins a la seva mort.
Coley va actuar com a amanuense de William Lilly des de 1677, quan aquest últim va ser afectat per la malaltia de la qual finalment va morir. L'editor de l'autobiografia de Lilly diu: "Els seus judicis (de Lilly) i observacions durant els anys següents, fins a la seva mort, van ser tots composts sota les seves indicacions: el Sr. Coley venia a Hersham (Surrey) a principis de cada estiu i s'hi quedava fins que finalitzaven la tasca". Lilly fa constantment referència en les seves obres al mèrit de Coley com a home i com a professor de matemàtiques i ciències ocultes. A la seva mort el 1681, Lilly li va legar el seu almanac Merlini Anglici Ephemeris, que havia arribat al seu trenta-sisè any de publicació; a partir de 1681 va ser emès per Coley "segons el mètode del Sr. Lilly".
Després de la mort de Lilly, Coley va continuar publicant les seves prediccions. També va corregir i ampliar l'obra Mathematics made easy de Joseph Moxon (Londres, 1692) i l'obra Arithmetic, or that useful art made easie de William Forster (Londres, 1686).